# Репнина, Наталья Александровна
Княгиня Наталья Александровна Репнина, урождённая княжна Куракина (7 (20) апреля 1737 — 22 ноября (5 декабря) 1798) — статс-дама, племянница графов Никиты и Петра Паниных, сестра княгини Е. А. Лобановой-Ростовской; с 1754 года жена генерал-фельдмаршала князя Н. В. Репнина.

## Биография
Наталья Александровна была седьмым ребёнком генерал-аншефа и обер-шталмейстера князя Александра Борисовича Куракина и Александры Ивановны Паниной. Все многочисленное семейство Куракиных постоянно проживало в Москве в собственном большом доме на Мясницкой, ранее принадлежавшем А. Д. Меньшикову.
Наталья Александровна вместе с сёстрами получила домашнее воспитание под чутким руководством матери, женщины активной и гостеприимной, любительницы света, пользовавшейся в семье всеобщим уважением и авторитетом.
20 января 1754 года, в неполных семнадцать лет, Наталья вышла замуж за генерал-фельдмаршала князя Николая Васильевича Репнина. Брак этот был очень счастливым; княгиня Репнина была нежной матерью и женой, и обожаема мужем и дочерьми. Из них любимицей матери была княгиня Александра Волконская, и у неё постоянно проживала Наталья Александровна во время частых отлучек мужа, связанных с его военной службой. С назначением Репнина в 1792 году виленским, гродненским, лифляндским и эстляндским генерал-губернатором, Наталья переехала в Гродно, где находился в то время король Станислав-Август, постоянно проводивший время в семье Репниных. 31 декабря 1794 года Наталья Александровна была пожалована в статс-дамы, а в 1797 году, в день коронации императора Павла I, получила орден св. Екатерины 1-й степени.

В 1798 году, в летней генерал-губернаторской резиденции «Зверинце» близ Вильны, княгиня Репнина и находившаяся при ней её дочь, Александра Волконская, в один и тот же день сильно заболели. Болезнь княгини Репниной, имевшей ещё силу вначале ухаживать за больной дочерью, быстро приняла опасный оборот; призванные лекаря не распознали недуга, которым она страдала. Я. И. Булгаков писал:
С приезда жаловалась она на нездоровье, но была весела и на ногах, выезжала и с нами беседовала. В субботу после обеда слегла, а в понедельник 22 ноября 1798 года, в половине седьмого утра её уже не было. Скончалась однако, как праведная, без мучения и за несколько часов подавала надежду к выздоровлению.
 Последними её словами, обращёнными к мужу, были: «Бог меня исцелил». Дочь её сама в это время находилась при смерти, и всё это вместе так сильно подействовало на Николая Васильевича Репнина, что, дождавшись выздоровления дочери, он подал в отставку и оставил Северо-Западный край.
Княгиня Н. А. Репнина была похоронена в «Зверинце» же, в Закретской роще, на берегу реки Вилии, и над могилой её поставлена часовня. В 1812 году могила эта была разрыта французами, выкопавшими тело княгини с целью похищения драгоценностей.

## Семья
В браке Наталья Александровна Репнина имела сына и трёх дочерей:
- Прасковья Николаевна (1756—1784) — была фрейлиной Екатерины II, в июне 1780 года пела в присутствие императрицы песнь на прибытие её с императором Иосифом II в Смоленск. С февраля 1783 года первая жена племянника и воспитанника И. И. Шувалова князя Ф. Н. Голицына (1751—1827), камергера, тайного советника. Брак был бездетным и недолгим, через несколько месяцев после свадьбы, молодая княгиня заболела воспалением лёгких, перешедшим в скоротечную чахотку. Ей предписано было врачами ехать в Италию, но больная Прасковья Николаевна не выдержала путешествия и должна была остановиться в Смоленске у своего отца, где и скончалась 19 октября 1784 года.
- Александра Николаевна (1757—1834) — статс-дама, была замужем за Григорием Семёновичем Волконским (1742—1824). У них было три сына: старший сын Николай принял фамилию Репнина-Волконского, второй сын Никита был женат на З. А. Белосельской, младший сын Сергей — генерал-майор, декабрист.
- Василий Николаевич (1765—10.09.1774[4]), умер от водянки.
- Дарья Николаевна (1769—1812), ей после смерти отца в 1801 году была предназначена усадьба Воронцово, а не старшей Александре Волконской. Отец завещал младшей дочере «замуж не выходить, жить при сестре и жить дружно». Это на первый взгляд странное требование было обусловлено тем, что Дарья Репнина была горбата с детства и по тем меркам уже немолода, поэтому фельдмаршал боялся, что искатели её руки польстятся только на состояние. Впрочем, запрет не помог. Дарья довольно скоро, 1 июля 1803 года[5], вышла замуж за отставного полковника и проходимца барона Августа Карловича фон Каленберга (ум. 1880), который её обманул. 
 А. Я. Булгаков писал брату 6 февраля 1812 года[6]:Третьего дня скончалась Дарья Николаевна Каленбергша, к своему благополучию; умерла в нищете, нашли полтину денег. Ожье, один француз (ибо кому это сделать, ежели не гадине этой?), её совершенно обокрал и обобрал. Когда она богу душу отдала, ничего более не имела; почти всё было отнято.

- Николай Васильевич,
 муж
- Прасковья Николаевна,
 дочь
- Александра Николаевна,
 дочь